# 真珠の舟
| 専門評論家によるレビュー | 専門評論家によるレビュー |
| レビュー・スコア         | レビュー・スコア         |
| 出典                     | 評価                     |
| ------------------------ | ------------------------ |
| オールミュージック       | [ 2 ]                    |
| Christgau's Record Guide | B                        |
| ガーディアン             | [ 4 ]                    |

『真珠の舟』(Luxury Liner) は、1976年にリリースされたカントリー・ミュージック・アーティスト、エミルー・ハリスの4枚目のアルバム。このアルバムはハリスの2枚連続してビルボードチャートでNo.1となったカントリーアルバムだったが、前作『エリート・ホテル』とは異なりこのアルバムからのNo.1シングルヒットはなかった。シングルチャートでの最高位はチャック・ベリーのカバー曲「セ・ラ・ヴィ」の6位と、「メイキング・ビリーブ」（オリジナルはキティ・ウェルズのヒット曲）の8位だった。しかし、このアルバムはタウンズ・ヴァン・ザントの1972年の曲「パンチョと左きき」の最初のカバー版を含むことでよく知られている。

## トラックリスト
| #   | タイトル                                                                 | 作詞・作曲                                 | 時間 |
| --- | ------------------------------------------------------------------------ | ------------------------------------------ | ---- |
| 1.  | 「真珠の舟 - Luxurly Liner」                                             | グラム・パーソンズ                         | 3:41 |
| 2.  | 「パンチョと左きき - Pancho and Lefty」                                  | タウンズ・ヴァン・ザント                   | 4:50 |
| 3.  | 「メイキング・ビリーブ - Making Belive」                                 | ジミー・ワーク                             | 3:37 |
| 4.  | 「かわらぬ想い - You're Supposed to Be Feeling Good」                    | ロドニー・クロウエル                       | 4:01 |
| 5.  | 「サンアントンの薔薇 - I'll Be Your San Antone Rose」                    | スザンナ・クラーク                         | 3:43 |
| 6.  | 「セ・ラ・ヴィ - (You Never Can Tell) C'est la Vie」                     | チャック・ベリー                           | 3:27 |
| 7.  | 「夢が終わったら - When I Stop Dreaming」                                | アイラ・ルーヴィン、チャーリー・ルーヴィン | 3:15 |
| 8.  | 「ハロー・ストレンジャー - Hello Stranger」                              | A.P.カーター                               | 3:59 |
| 9.  | 「シー - She」                                                           | グラム・パーソンズ、クリス・エスリッジ     | 3:15 |
| 10. | 「タルサ・クイーン - Tulsa Queen」                                       | エミルー・ハリス、ロドニー・クロウエル     | 4:47 |
| 11. | 「ミー・アンド・ウィリー - Me and Willie」(2004年CDでのボーナストラック) | ローリー・ハイド＝スミス                   | 5:16 |
| 12. | 「ナイト・フライヤー - Night Flyer」(2004年CDでのボーナストラック)       | ジョニー・マリンズ                         | 3:33 |

## パーソネル
- ブライアン・エイハーン - アコースティックギター、エレクトリックギター、フィンガースタイルアコースティックギター
- マイク・オールドリッジ - ドブロ
- ダイアン・ブルックス - バッキングボーカル
- ジェームズ・バートン - エレクトリックギター
- ロドニー・クロウエル - アコースティックギター、エレクトリックギター、ハイストロングギター、バッキングボーカル
- リック・クーニャ - アコースティックギター
- ハンク・デヴィート - ペダルスチール
- エモリー・ゴーディ・ジュニア - ベース
- グレン・ハーディン - ピアノ、エレクトリックピアノ、弦楽編曲
- エミルー・ハリス - ボーカル、アコースティックギター
- ニコレット・ラーソン - デュエット・ボーカル
- アルバート・リー - アコースティックギター、エレクトリックギター、マンドリン、バッキングボーカル
- ドリー・パートン - バッキングボーカル
- ハーブ・ペダーセン - バッキングボーカル
- ミッキー・ラファエル - ハーモニカ、バスハーモニカ
- リッキー・スキャッグス - フィドル、マンドリン
- フェイソー・スターリング - バッキングボーカル
- ジョン・ウェア - ドラム

技術
- ブライアン・エイハーン - プロデューサー、エンジニア
- ドニヴァン・コウォート - エンジニア
- ブラッドリー・ハートマン - エンジニア
- スチュアート・テイラー - エンジニア
- マイルズ・ウィルキンソン - エンジニア

## チャートでの成績
| チャート（1977）                         | ピーク ポジション |
| ---------------------------------------- | ----------------- |
| 米国のビルボードトップカントリーアルバム | 1                 |
| 米国ビルボード 200                       | 21                |
| カナダのRPMトップアルバム                | 40                |